# Mary Soames

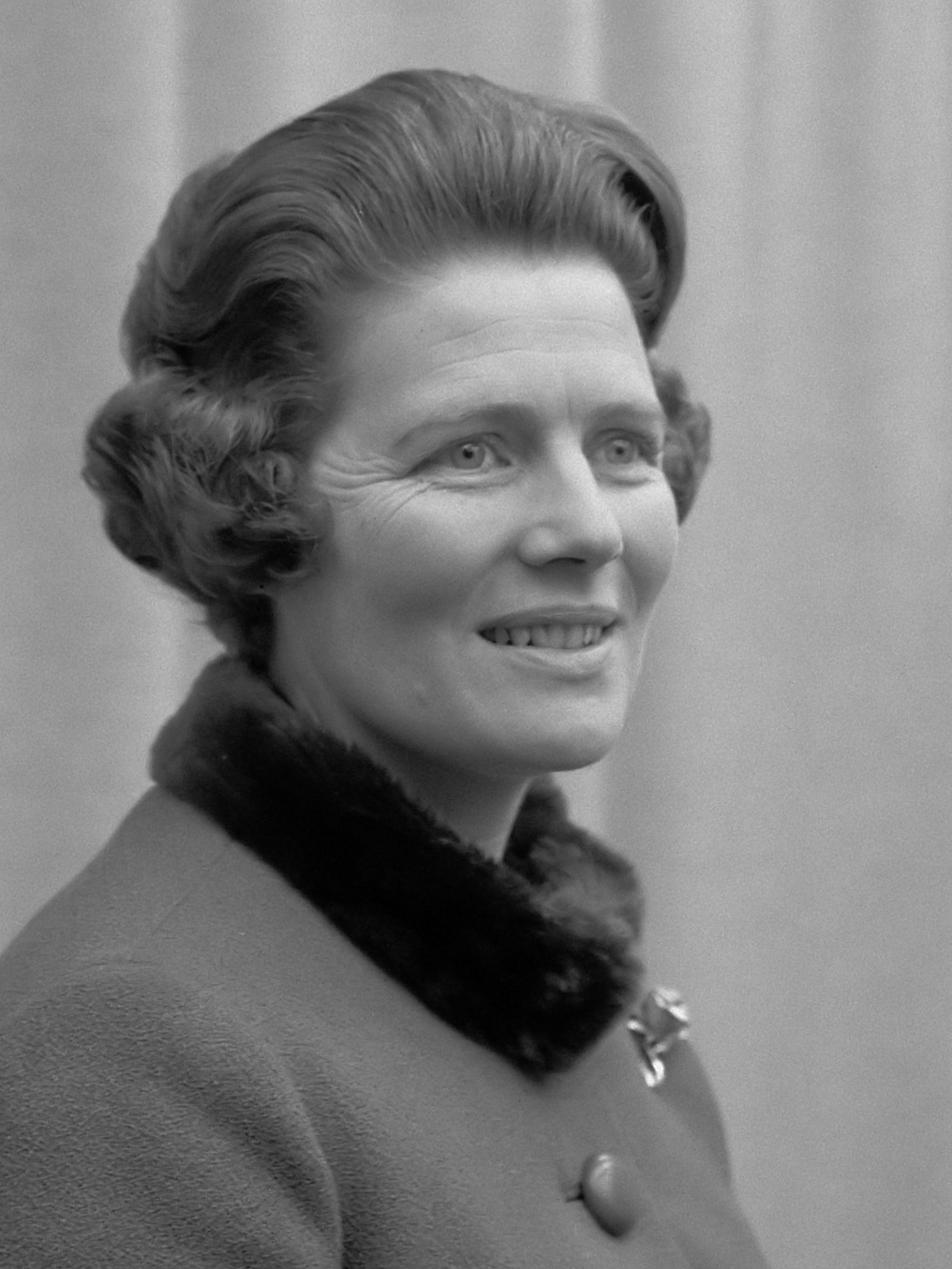
Mary Soames in 1965.

Mary Soames (Chartwell, 15 september 1922 – Londen, 31 mei 2014), Barones Soames LG, DBE geboren als Mary Churchill, was het jongste kind van Winston Churchill en Clementine Churchill.

## Levensloop
Mary werkte in de oorlog nauw samen met haar vader. In de eerste oorlogsjaren was zij vrijwilligster voor het Rode Kruis en in 1941 ging zij luchtafweergeschut bedienen. Zij diende haar land in Londen, in België en in Duitsland. Zij begeleidde Churchill naar Potsdam en ontmoette daar Harry S. Truman en Jozef Stalin. Haar vader nomineerde haar in zijn afscheids-honours-list voor een onderscheiding. Zij werd benoemd tot Lid in de Orde van het Britse Rijk.
In 1947 huwde zij de Britse aristocraat Christopher Soames, baron Soames (1920–1987). Zij kregen vijf kinderen: Nicholas Soames conservatief lid van het parlement en oud-staatssecretaris van Defensie, Emma Soames, Jeremy Soames, Charlotte Soames, gehuwd met Lord Peel, opperkamerheer van de Britse koningin, en Rupert Soames.
Na de oorlog wijdde Mary zich aan de literaire nalatenschap van haar vader. Daarnaast hadden de International Churchill Society, het behoud van Chartwell en het Royal National Theatre haar aandacht.
Vanwege haar verdiensten voor Rhodesië werd zij in 1980 bevorderd tot Dame Commandeur in de Orde van het Britse Rijk. Daarmee werd zij ook zelf in de adelstand verheven.
Evenals haar vader, haar aangetrouwde neef Anthony Eden (gehuwd met Clarissa Spencer-Churchill, de dochter van haar oom) en haar overgrootvader, de hertog van Marlborough werd ook Mary in de Orde van de Kousenband opgenomen. Zij werd op 23 april 2005 benoemd en op 13 juni van dat jaar in de kapel van Sint-Joris in Windsor geïnstalleerd.
Na een korte ziekteperiode overleed Lady Soames op 91-jarige leeftijd op 31 mei 2014 in haar huis in Londen. Op 17 december dat jaar veilde Sotheby's 255 items uit haar nalatenschap, inclusief schilderijen van en memorabilia over haar vader, Winston S. Churchill.

## Naam
Een Britse vrouw heeft het recht de titulatuur van haar echtgenoot te voeren. De wisselende aanspreektitels van Mary Churchill waren:
- Miss Mary Churchill (15 september 1922 - 1945)
- Miss Mary Churchill, MBE (1945 - 11 februari 1947)
- Mrs Christopher Soames, MBE (11 februari 1947 - 17 mei 1965)
- The Hon. Mrs Soames MBE (17 mei 1965 - 19 april 1978)
- The Rt Hon. The Lady Soames, MBE (19 april 1978 - 14 juni 1980)
- The Rt Hon. The Lady Soames, DBE (14 juni 1980 - 23 april 2005)
- The Rt Hon. The Lady Soames, LG, DBE (23 april 2005 - 31 mei 2014)